# 양지로의 여행
양지로의 여행(Despair, Despair - Eine Reise Ins Licht)은 독일(구 서독)에서 제작된 라이너 베르너 파스빈더 감독의 1978년 드라마, 판타지 영화이다. 더크 보가드 등이 주연으로 출연하였다.

## 출연

### 주연
- 더크 보가드
- 안드레아 페럴

### 조연
- 클라우스 로위치
- 볼커 스펜글러
- 피터 케른
- 알렉산더 알레슨
- 고트프리드 존
- 하크 봄
- 벤하드 위키

## 제작진
- 원작자: 블라디미르 나보코브
- 미술: 롤프 제헷보어